# Franciszek Vaccari
Franciszek Vaccari właściwie Francesco Maria Vaccari (ur. 1814 w Fuscaldi, zm. 20 stycznia 1856) – włoski ksiądz katolicki, pierwszy generał pallotynów (w latach 1850-1856).
Vaccari święcenia kapłańskie przyjął w 1838. Gruntownie wykształcony, po czterech latach przybył do Rzymu z zamiarem uzyskania wysokiego stanowiska w hierarchii kościelnej.
Po spotkaniu ze św. Wincentym Pallottim opuściła go wszelka chęć ubiegania się o zaszczyty. Stał się jednym z najbliższych współpracowników Pallottiego, brał udział w ustalaniu Reguły dla powstającej pallotyńskiej Kongregacji Księży i Braci, głosił misje i rekolekcje wspólnie z Pallottim.
W 1846 – jako pierwszy – wraz z ks. Wincentym Pallottim złożył przyrzeczenia wiążące go z Kongregacją.
Od 1848 ks. Vaccari zasiadł w pierwszej Radzie Generalnej pallotynów, został też mianowany rektorem domu generalnego.
Ks. Franciszek Vaccari został wybrany generałem pallotynów 29 lipca 1850.
Gdy w 1854 umiera kard. Alojzy Lambruschini, przyjaciel Pallottiego i opiekun jego dzieła, odżyły wysuwane w latach poprzednich niesłuszne zarzuty przeciw pallotynom. Zaczęto znowu twierdzić, że Wincenty Pallotti nadając swemu dziełu miano "Apostolstwa Katolickiego" przywłaszcza sobie i swojemu dziełu apostolską władzę, jaka w Kościele katolickim przysługuje papieżowi wraz z biskupami, oraz uprawnienia przysługujące Kongregacji Rozkrzewiania Wiary.
Ta Kongregacja 9 kwietnia 1954, powołując się na decyzję papieża Piusa IX, zmieniła pallotynom nazwę "Stowarzyszenie Apostolstwa Katolickiego" na "Pobożne Stowarzyszenie Misyjne".
Pierwotna nazwa została przywrócona pallotynom dopiero w 1947 za kadencji ks. generała Wojciecha Turowskiego.
W 1855 z powodu nieuleczalnej choroby, ks. Vaccari postanowił zamieszkać w swoim rodzinnym domu w Fuscaldi. Tam w wieku 42 lat zmarł (20 stycznia 1856) i tam też został pochowany.